# 旗亭画壁
旗亭画壁是中国唐朝的一个典故，出自唐代文人薛用弱所著的《集异记》。
故事说唐玄宗开元二十五年（737年），三位边塞诗人王之涣（688—742）、王昌龄（690-756）、高适（700—765）齐名，三人尚未为官，都在东都洛阳游学，互相倾慕对方，在一个微雪飘飘的冬日，三位诗人在酒楼小聚唱和，围着火炉，欣赏梨园女子演奏当时的名曲。于是三人约定，以歌女所唱各自的曲目多寡，来分出高低。第一位歌女首先唱了王昌龄的“寒雨连江夜入吴，平明送客楚山孤。洛阳亲友如相问，一片冰心在玉壶。”第二位歌女所唱的是高适的“开箧泪沾臆，见君前日书。夜台何寂寞，犹是子云居。”第三位歌女所唱的是王昌龄的“奉帚平明金殿开，强将团扇共徘徊。玉颜不及寒鸦色，犹带昭阳日影来。”最后，最漂亮的梳着双髻的歌女终于唱了王之涣的“黄河远上白云间，一片孤城万仞山。羌笛何须怨杨柳，春风不度玉门关。”三位诗人开怀大笑，并将赛诗的缘由告诉歌女。